# 黃世孟
黃世孟（1949年1月4日—），畢業於國立成功大學建築工程學系，在日本東京大學工學院獲得建築計畫博士學位。專長主要為建築規劃與設計、校園規劃與學校建築、圖書館與檔案館建築、都市規劃與工程、台灣都市計畫史、設施與物業管理。他自我期許為教育工作者，2011年退休後仍於北部多所學校兼課，耕耘教育。
於教育界工作近三十年，學生遍佈國內外學界、產界服務。他相信並推廣學校建築是教育領域中的最大教具，教具優劣深遠影響校務的經營、教師的教學與學生的學習。因此理解校園規劃的方法與效用，認識學校建築的設計與美學，乃教育學門中需要培育的一項重要素養。課程教學面向強調人本環境之營造理念與方法，重視人文校園規劃理論與實務，創造可閱讀校園的特色與品牌。其理念或多或少影響了近幾年來台灣不少校園之規劃設計。
現為台灣衛浴文化協會 （页面存档备份，存于）理事長，台灣建築醫院網站站長，曾任財團法人國土規劃及不動產資訊中心前董事長，台灣物業管理學會理事長 （页面存档备份，存于）。

## 著作
- 2005年：校園規劃理念與實踐[1]
- 2006年：校園物語：大學總務長日記[2]
- 2008年：物業管理名詞彙編[3]

## 獲獎記錄
- 1994年12月：中華民國都市計劃學會「計畫獎狀」

獲得都市計劃學會「計畫獎狀」，本獎頒贈給對於都市計畫領域之學術研究及專業服務貢獻者
- 1994年12月：中華民國教育學術團體聯合年會「木鐸獎」

對於學校建築及校園規劃之實務貢獻及研究成果，獲得中華民國學校建築研究學會之肯定與推薦獲獎
- 1996年秋季：中華民國建築學會1996年學報「論文獎」

對於國民小學落實教育改革與開放學校的建築規劃研究成果，獲得建築學報年度論文獎
- 2006年5月：中華民國建築學會「建築會士」

貢獻學會的學術發展制度，建築學報第一任學報主編，建築研究成果發表會第一屆承辦人
- 2006年8月：日本都市計劃學會「國際交流獎」（Award for International Exchange）

建立台日韓三國國際交流的學術研討會等事蹟獲肯定。
- 2007年12月：中華民國都市計劃學會「貢獻獎座」

擔任都市計劃學會第十一屆理事長任期內，克服困難，購置學會（台北市復興南路）會址建築資產，推動會務，貢獻卓越
- 2009年5月：中華民國建築學會「建築獎章」

對學會發展之貢獻：擔任過中華民國都市計劃學會理事長、中華民國建築學會理事長期間有貢獻。近年來努力開拓物業管理前期介入建築專業的新學術研究領域，參與創設台灣物業管理學會，目前擔任學會第二及第三屆理事長，積極推展與行銷整合型的物業管理專業發展有重大貢獻
- 2010年春季：中華民國建築學會2010年3月學報「論文獎」

台灣房屋高齡化趨勢發展中，完成建築屋主觀點對於建築物健康診斷與定期檢查共識基礎研究，貢獻今後的都市更新、整建維護，獲得建築學報年度論文獎

- 2021年：2021 國家卓越建設獎-建築人物獎 （页面存档备份，存于）

得獎致詞表示：雖沒有建築設計實體作品，但指導164位碩士生，19位博士生中的14位博士生，任教國內各大專院校建築學系所，他們就是我心目中的建築作品。